# مارو (خواننده پرتغالی)
مارو (به انگلیسی: Maro) (زاده ۳۰ اکتبر ۱۹۹۴) خواننده و ترانه‌سرا پرتغالی است.
او نماینده پرتغال در یوروویژن ۲۰۲۲ بود.